# Wilhelm Heitmüller
Wilhelm Heinrich Friedrich Heitmüller (* 3. August 1869 in Döteberg; † 29. Januar 1926 in Tübingen) war ein deutscher evangelischer Theologe.

## Leben
Heitmüller wurde während seines Studiums 1889 Mitglied der Schwarzburgbund-Verbindung Sedinia Greifswald und 1890 der SBV Nordalbingia Leipzig. Er habilitierte sich 1902 in Göttingen. 1908 wurde er ordentlicher Professor für Neues Testament an der Universität Marburg, als deren Rektor er 1917/1918 amtierte, 1920 an der Universität Bonn und 1924 an der Universität Tübingen.
Er gehörte der Religionsgeschichtlichen Schule an. Zusammen mit Wilhelm Bousset gab er von 1901 bis 1917 die Theologische Rundschau heraus.

## Werke
- „Im Namen Jesu“ : eine sprach- u. religionsgeschichtliche Untersuchung zum Neuen Testament, speziell zur altchristlichen Taufe. Vandenhoeck & Ruprecht, Göttingen, 1903.
- Taufe und Abendmahl bei Paulus. 1903
- Vom Glauben. 1903 (2. Aufl. 1904)
- Das Johannesevangelium. In: Johannes Weiß (Hrsg.): Die Schriften des Neuen Testaments, neu übersetzt und für die Gegenwart erklärt. 1907 (3. Aufl. 1918)
- Taufe und Abendmahl im Urchristentum. Mohr, Tübingen, 1911.
- Jesus. J.C.B. Mohr (Paul Siebeck), Tübingen, 1913.
- Luthers Stellung in der Religionsgeschichte des Christentums. Rede zur 400jährigen Reformationsfeier der Philipps-Universität. (pdf; 1,8 MB) (= Marburger Akademische Reden; 38). 31. Oktober 1917.